# 町井徹郎
町井 徹郎（まちい てつお、1935年8月22日 - 2004年10月4日）は、日本ラグビーフットボール協会（以下、日本ラグビー協会）第11代会長、元東芝副社長。

## 来歴
栃木県宇都宮市出身。宇都宮高校を経て、東京大学では運動会ラグビー部で活動。東大理学部卒業後、東京芝浦電気（後の東芝）入社。その傍ら、1976年度の日本ラグビーフットボール選手権大会及び、1974年度、1975年度の全国大学ラグビーフットボール選手権大会の各決勝戦においてレフリーを務めた。
その後、東芝西独社社長、東芝副社長、モバイル放送社長を歴任。2001年に日本ラグビー協会会長に就任したが、2004年10月4日、肺炎のため死去。69歳没。